# Buitenpost
Buitenpost (frizonă Bûtenpost) este o localitate în Țările de Jos, în comuna Achtkarspelen din provincia Frizia. Consiliul local al comunei este situat în localitate.

## Istoric
Localitatea Buitenpost este situată în zona de nord a comunei Achtkarspelen între Groningen și Leeuwarden. Mai demultt Buitenpost a suferit de pe urma luptelor dintre Frizoni și Groningen.
Lutke Post este un cartier adiacent. Buitenpost anterior a fost întemeiat la Lutke Post. Denumirea se referă la podețul exterior lui Buitenpost. Treptat s-au stabilit aici membrii ale familiilor frizone; inscripții funerare în Biserica Reformată amintesc de acest lucru. În secolul 19 Buitenpost au început să profite de poziția sa între cele două capitale. Acest sat a fost locul odihnă al acilor de pe vehiculelor poștale. Caii au dispărut după  ce în 1866 a fost deschisă linia între Groningen și Leeuwarden și au apărut autoturismele.
Buitenpost siind reședința municipiului si având mai multe locații ar trebui să asigure creșterea funcției sale rezidențiale. Buitenpost are cea mai mare grădină botanică din Țările de Jos, numită Kruidhof.

## Sport
În sat există o piscină acoperită ("The Kupe") și o sală de sport.
Buitenpost este adesea prezentă știri din cauza fotbalului profesionist. Cluburi profesioniste cum ar fi SC Heerenveen, Ajax, Cambuur Leeuwarden, Valencia, FC Groningen, FC Barcelona și în multe alte cluburi au fost în vizită în Buitenpost.
1. ↑   (PDF) https://dans.knaw.nl/nl/over/organisatie-beleid/publicaties/DANSrepertoriumnederlandsegemeenten2011.pdf Lipsește sau este vid: |title= (ajutor)
2. ↑   https://gemeentegeschiedenis.nl Lipsește sau este vid: |title= (ajutor)